# Alumni Athletic Club 1907
Questa voce raccoglie le informazioni riguardanti l'Alumni Athletic Club nelle competizioni ufficiali della stagione 1907.

## Stagione
L'Alumni diventa campione d'Argentina per la terza volta consecutiva, ottenendo peraltro la vittoria senza mai essere sconfitto. Imbattuto nelle 20 gare di campionato, non viene superato neanche nelle coppe, completando dunque la stagione senza sconfitte.

## Maglie e sponsor
| Casa |

## Rosa
| N. |                      | Ruolo | Calciatore             |
| -- | -------------------- | ----- | ---------------------- |
|    | Argentina (bandiera) | P     | José Buruca Laforia    |
|    | Argentina (bandiera) | P     | Guillermo Campbell     |
|    | Argentina (bandiera) | D     | Jorge Brown            |
|    | Argentina (bandiera) | D     | Juan Domingo Brown     |
|    | Argentina (bandiera) | C     | Patricio Barron Browne |
|    | Argentina (bandiera) | C     | Arturo Jacobs          |
|    | Australia (bandiera) | C     | Andrés Mack            |
|    | Argentina (bandiera) | C     | Mariano Reyna          |
|    | Argentina (bandiera) | C     | Guillermo Ross         |
|    | Argentina (bandiera) | A     | Camilo Bertorini       |
|    | Argentina (bandiera) | A     | Alfredo Brown          |
|    | Argentina (bandiera) | A     | Eliseo Brown           |

| N. |                      | Ruolo | Calciatore           |
| -- | -------------------- | ----- | -------------------- |
|    | Argentina (bandiera) | A     | Ernesto Brown        |
|    | Argentina (bandiera) | A     | Juan Brown           |
|    | Argentina (bandiera) | A     | T. Duncan            |
|    | Argentina (bandiera) | A     | E. Ezeiza            |
|    | Argentina (bandiera) | A     | Henry Lawrie         |
|    | Argentina (bandiera) | A     | Carlos Lett          |
|    | Argentina (bandiera) | A     | Eugenio Moore        |
|    | Argentina (bandiera) | A     | Juan José Moore      |
|    | Argentina (bandiera) | A     | A. Pintos            |
|    | Argentina (bandiera) | A     | Federico Scharemberg |
|    | Argentina (bandiera) | A     | Arnold Watson Hutton |
|    | Argentina (bandiera) | A     | Gottlob Weiss        |

## Statistiche

### Statistiche di squadra
| Competizione                    | Punti | Totale | Totale | Totale | Totale | Totale | Totale | DR  |
| Competizione                    | Punti | G      | V      | N      | P      | Gf     | Gs     | DR  |
| ------------------------------- | ----- | ------ | ------ | ------ | ------ | ------ | ------ | --- |
| Copa Campeonato                 | 37    | 20     | 17     | 3      | 0      | 76     | 13     | +63 |
| Copa de Competencia Jockey Club | 8     | 4      | 4      | 0      | 0      | 22     | 2      | +20 |
| Tie Cup                         | 2     | 1      | 1      | 0      | 0      | 3      | 1      | +2  |
| Totale                          | -     |        |        |        |        |        |        | -   |